# Gamba!
gamba!(ガンバ）は、神奈川県横浜市に本社を置く株式会社gamba (英語: gamba Inc.)が提供する社内SNS型日報共有アプリの名称。

## 製品特徴

### 日報×社内SNS
創業の森田昌宏が前職で楽天トラベル株式会社社長室に勤務していた経験から、日報の共有こそが社内コミュニケーションを改善するカギになるとの着想を得てサービスを開発。従来の日報に対するイメージである「会社や上司に書かされる」といったネガティブな要素をなくすため、SNSのエッセンスを加えたいわゆる日報共有をベースとした社内コミュニケーションツールとして、iPhoneおよびAndroidスマートフォン向けに専用アプリも提供している。
「笑顔ではたらく人を増やす」を企業理念に掲げる。（「笑顔ではたらく人」とは、自らの仕事を通じて社会貢献・業績拡大・自己成長を実現、実感していることを定義。）

## 機能

### 日報テンプレート
あらかじめテンプレートを設定できるので日報がカンタンに書ける。文章記述式の日報だけでなく、選択式での入力や日付・時刻形式での入力も可能。

### KPI管理機能
個人やグループの目標数値を管理し、グラフ化できる。

### Googleカレンダー連携
Googleカレンダーに登録したスケジュールを1クリックで日報へ貼り付け可能。

### 日報提出状況一覧
提出状況が一目瞭然。ダウンロードもできる。

### ファイル添付容量無制限
容量の大きいファイルや動画も追加料金なく無制限に添付可能。

### ビジネスチャット
メッセージを共有できるだけではなく、画像・ファイル・動画の添付や、投稿したメッセージの削除機能が付いている。

## 沿革
2012年
- 11月 代表の森田昌宏が株式会社gamba設立
- 12月 日報共有アプリ「gamba!」リリース [脚注1]

2013年
- 9月 登録社数 1,100社を突破

2014年
- 6月 登録社数 6,000社を突破

2016年
- 5月 ダイバーシティ型ビジネスプロデュースの株式会社Next Actionと業務資本提携し、同社の松田充弘 が取締役副社長に就任

2018年
- 12月 松田充弘が代表取締役に就任

2019年
- 12月 登録社数 13,500社を突破

2020年
- 11月 森田昌宏が代表取締役から会長へ、代表取締役は引き続き松田充弘
- 11月 登録社数 15,000社を突破